# 浅井長政
浅井 長政（あざい ながまさ、旧字体表記：淺井 長政）は、戦国時代の武将。北近江の戦国大名。浅井氏最後の当主。
浅井氏を北近江の戦国大名として成長させ、北東部に勢力をもっていた。織田信長の妹・お市の方を妻として織田家と同盟を結んだが、後に決裂して織田軍との戦いに敗れて自害し、浅井氏は滅亡した。

## 生涯

### 元服まで
天文14年（1545年）、浅井久政の嫡男として、六角氏の居城・南近江の観音寺城下（現在の滋賀県近江八幡市安土町）で生まれる。幼名は猿夜叉。
下克上によって、直接の主筋で北近江の守護であった京極氏を追い落とした浅井氏も、当時南近江の守護であった六角氏との合戦に敗れ、初代当主である浅井亮政（長政の祖父）の代に手に入れた領地も失い、六角氏に臣従していた。そのため長政自身も、生母・小野殿と共に人質になっていたとされる。久政は六角氏との外交に力をいれ、北近江を維持していた。家臣の中には久政の政策に反発する者も多く、また先代に活躍した武将も世代交代という名目で低い扱いを受けていた。
永禄2年（1559年）正月、15歳で元服し、六角義賢の偏諱を受けて、賢政と名乗る。さらに同じ頃、六角氏重臣・平井定武の娘を妻としている。これらは当時の浅井氏が六角氏に従属する立場にあったことの現れとみられる。

### 浅井家の成長と六角家の衰退
永禄2年4月ごろ、賢政は妻を離縁し平井定武のもとへ送り返している。これは六角氏との手切れの表明であり、六角義賢による攻撃を招くこととなった。なお『浅井三代記』は賢政が老臣に諮り久政に無断で離縁したために父子が不和になったとするが、同年5月の文書には「父子共、色々懇之様体共候キ」（「島記録」）とあり、父子の不仲は確認できない。
蒲生定秀による、佐和山城を乗っ取った者へ褒美5万疋を約束する「条々」（『蒲生文武記』）の存在から、同年5月に六角氏が佐和山城を攻めたとされるが、内容には問題があると指摘されている。
永禄3年（1560年）8月中旬、六角義賢は浅井方に寝返った高野瀬秀隆の肥田城への攻撃を開始した。これに対し浅井氏も軍勢を派遣、16歳の賢政の初陣となったが、六角軍を相手に野良田の戦いで勝利を収めた。
野良田の戦いの勝因は、短期間で寄せ集めの軍備しかできなかった六角氏と異なり、久政が隠居した頃から合戦の準備を始めていたためと思われる。また、長政が六角氏から離反した際に朝倉氏と臣従関係を結んだとする説もある。これは浅井氏側が朝倉氏を「御屋形様」と位置づける文書（「下郷共済会所蔵文書」『浅井氏三代文書集』P71.）が出てきたことや、一乗谷に「浅井殿」・「浅井前」の地名が残されていることによる。後者に関しては、浅井氏が一乗谷に与えられていた屋敷に由来する地名で、対等な同盟関係ではなく、朝倉氏（義景）に出仕していたことをうかがわせるとしている。なお、当時の国衆は対立していない複数の大名に従属していたケースも存在し、朝倉氏に従属した長政が織田信長の妹を娶って新たな臣従関係を結んだとしても、朝倉氏と織田氏が対立しない限りは許容されていたとしている。
同年10月ごろ、久政が隠居し賢政が浅井氏の家督を継ぐ。『江濃記』では長政と赤尾・丁野・百々・遠藤・安養寺といった家臣たちとが「評定」して久政を隠居させ、浅井氏の方針を転換して六角氏と対抗することにした、とされる。隠居した久政は小谷城の小丸に移るが、その後も長政と連署した文書があるため、一定程度その地位を保持していたと考えられる。
永禄4年（1561年）1月ごろ、祖父亮政の受領名を受け継いで備前守を名乗り、5月ごろに賢政から長政に改名した。なお長政の「長」を織田信長の偏諱とみる説がある（後述）。
他方、六角氏は美濃の斎藤氏と連携する。六角義賢から家督を継承した義治は、斎藤義龍の娘との婚姻を進めようとまでしていた（「永禄三年六角承禎条書」）。永禄4年2月、賢政は美濃国に出陣する。ところが3月、その隙を狙って六角義賢が佐和山城を攻め、佐和山城主百々内蔵助は討ち死にした。美濃から帰還した賢政は佐和山城を奪還すると、磯野員昌を佐和山城に置くこととした。
永禄6年（1563年）、六角氏の筆頭家臣であった後藤賢豊が六角氏当主の義治により殺害された（観音寺騒動）。この騒動で六角を離れ浅井に仕官した者も多く、六角氏の改革失敗が決定的になった。
観音寺騒動を受けて長政は高宮（現・彦根市）に出陣し、多賀大社に禁制、勝楽寺（現甲良町）に安堵状を発している。六角氏の弱体化が、浅井氏が現在の多賀町・甲良町域に勢力を拡大する結果を招いたのである。
その後は六角氏との停戦協議により、膠着状態が続いた。

### 織田信長と同盟
1560年代、信長は、美濃斎藤氏との膠着状態を打破するため不破光治を使者として送り、長政に同盟を提案した。
同盟に際して織田・浅井の両家は政略結婚をした。すなわち信長の妹・市の長政への輿入れである。この婚姻の時期については、市の出生年・市が初婚か否か・茶々の出生年・萬福丸が市の子かといった議論と関連し、諸説あって確定していない。
- 永禄2年6月婚約、永禄4年成婚説 - 『川角太閤記』・『東浅井郡誌』[20][21]
- 永禄2年6月から永禄6年説 - 宮島敬一『浅井氏三代』[22]
- 永禄6年説 - 高柳光寿『青史端紅』
- 永禄7年3月説 - 『続応仁後記』・『浅井三代記』・田中義成『織田時代史』・桑田忠親『淀君』
- 永禄8年説 - 高澤等『新・信長公記』[注釈 6]
- 永禄10年9月ごろ - [25]
- 永禄10年末から永禄11年ごろ説 - 奥野高廣「織田信長と浅井長政との握手」[26]
- 永禄11年4月下旬説 - 『総見記』・小和田哲男『近江浅井氏の研究』[27]

織田・浅井の同盟により、信長は上洛経路ともなる近江口を確保し、美濃国攻略の足掛かりとした。信長は同盟成立を喜び、通常は浅井側が結婚資金を用意するのが当時のしきたりだったが、信長自身が婚姻の費用を全額負担したとされている。結婚に際して、信長の一字を拝領し、長政と改名したともされる。さらに賢政時代の花押をやめて、「長」の字を右に倒した形の花押を作った。しかし、信長が「信長」の二字を草書体で左横書きし裏返した形の花押を使用していたのは天文21年（1552年）ごろで永禄年間には既に使用していないことや、信長と長政は偏諱を与えるような主従関係ではなかったことを指摘する金子拓の反対説もある。
永禄11年（1568年）7月、越前国に滞在していた足利義昭は、一向に上洛の意志をみせない朝倉義景に見切りをつけ、信長の元に身を寄せた。8月、信長は上洛のための経路を確保する交渉を六角義賢・義治と行うため佐和山城に入るが、『総見記』ではこの時初めて長政と信長が対面したとしている。
翌月、信長は上洛を開始し、8日には徳川家康の援軍を伴い高宮に到着、浅井長政もここに参陣した。13日には観音寺城に入り、六角義賢・義治は甲賀郡に撤退した（観音寺城の戦い）。そして9月26日に入京、10月18日には義昭が征夷大将軍に任じられた。
上洛を果たしたことで、功績のあった伊丹親興・池田勝正・和田惟政・松永久秀などには行賞があったにもかかわらず、長政への行賞の記録はない。長政がのちに信長に刃向かったために記録が現代に伝わらなかったと解することもできるが、小和田哲男はここで特段の恩賞が与えられなかったことが、離反の伏線となった可能性を指摘している。

### 同盟破棄・信長包囲網
元亀元年（1570年）4月下旬、信長が徳川家康と共に琵琶湖西岸を通過し、若狭および越前の朝倉方の城の攻略に乗り出したところ、長政は突如同盟関係にある信長を裏切り、織田・徳川軍の背後から軍勢を攻めかからせた。予期せぬ長政の裏切りで窮地に陥った信長だったが、殿を務めた木下秀吉らの働きにより退却には成功した（金ヶ崎の戦い）。
この裏切りについては、信長も当初理由が分からず「虚説たるべき」（『信長公記』）ととりあわなかったが、現在においても理由については以下のように諸説あり確定していない。
1. 朝倉氏との同盟関係を重視した。これは江戸時代の創作物が由来であり、学術的にはこの裏切り以前における朝倉氏との同盟関係の存在は亮政・久政の代を通じて否定されている[38]。ただし、この問題に関しては、前述のように、長政が六角氏から自立した際に義景と従属関係を結んだことによって初めて両氏の関係が結ばれたとする説も出されている[11]。
2. 朝倉氏が討伐された後、自分たちが攻められるのではないかと疑心暗鬼になった。『当代記』『総見記』にみられる。
3. 信長と長政の関係が、対等な同盟ではなく主従関係に近く、信長が長政を軽んじた[39]。
4. 朝倉義景・浅井長政・六角義賢が足利義昭から御内書により指示を受け、連携して信長を排除しようとした。『朝倉始末記』から六角氏・朝倉氏・浅井氏が連絡を取り合って信長に戦いを挑んだことが読み取れることによる説[39]。なお、六角氏は実際に4月29日に近江に攻め込んでおり、『言継卿記』にはこれが浅井氏と申し合わせた軍事行動であるとの噂が記録されている[40]。
5. 信長の政権構想に長政が付いて行くことができなかった。信長の政権構想が具体化していく一方で、浅井氏は国衆を基盤に権力を構築していたことから、「天下静謐」「天下布武」のような以前の戦いとは異なる目的での度重なる軍事動員に耐えられなかった[41]。

敦賀への進軍に、主力である武将達は参加しておらず長政が居たという記録はない。また、そもそも織田と浅井の同盟自体が存在せず、金ヶ崎の戦いでの織田軍は、目的を達して凱旋中に浅井氏の挙兵を知ったという説もある。一方で、この戦い自体が若狭国の支配を巡って義景と対立を深めていた足利義昭による討伐の命令に基づくものであったとする説もあり、将軍の命令には従わざるを得なかった信長からすれば長政の行動は理不尽であったとする見方もある。
同年6月、長政は朝倉軍とともに、近江国・姉川で織田徳川連合軍と戦う（姉川の戦い）。結局この戦は、織田徳川連合軍の勝利に終わった。なお、当時浅井軍の足軽だった藤堂高虎は姉川の戦いに参戦し、織田軍に対し武功を上げて、長政から感状を送られている。
姉川の戦いの後、信長に脅威を覚えた三好三人衆や本願寺が挙兵し（野田・福島の戦い）、反信長の意志を表した（信長包囲網）。
9月、朝倉軍や延暦寺・一向宗徒と連携し、再び信長への攻勢を強め（志賀の陣）、坂本において森可成や織田信治らを討ち取る。だが、信長が足利義昭に和睦の調停を依頼し、さらに朝廷工作を行ったため、12月に信長と勅命講和することになる。
その後、浅井氏と協力関係にあった延暦寺は、元亀2年（1571年）9月に信長の比叡山焼き討ちにあい、壊滅してしまった。

### 武田信玄との連携
元亀3年（1572年）7月、信長が北近江に来襲した。長政は朝倉義景に援軍を要請、義景は1万5,000の軍勢を率い、近江に駆けつけた。信長との正面衝突にはならず睨み合いが続いたが、浅井・朝倉連合軍は織田軍に数で劣っており、依然として苦しい状況であった。
同年9月、将軍・足利義昭の要請に応える形で武田信玄がやっと甲斐国を進発する。信玄はこの時、長政・久政親子宛に「只今出馬候 この上は猶予なく行（てだて）に及ぶべく候 」という書状を送っている。
同年10月、宮部城の宮部継潤が羽柴秀吉の調略で降伏、その後信玄の参戦を機に北近江の信長主力が岐阜に移動した隙を突き、虎御前山砦の羽柴隊に攻撃を仕掛けるも撃退されてしまう。その後、信玄は遠江で織田・徳川連合軍を撃破し（三方ヶ原の戦い）、三河に進んだ。
同年12月、北近江の長政領に在陣の朝倉義景の軍が、兵の疲労と積雪を理由に越前に帰国した。信玄は義景の独断に激怒し、再出兵を促す手紙（伊能文書）を義景に送ったが、義景はそれに応じず、黙殺的態度を示した。それでも信玄は義景の再出兵を待つなどの理由で軍勢を止めていたが、翌年2月には進軍を再開し、家康領の野田城を攻め落とす。しかし、信玄の急死により、武田軍は甲斐に退却した。これにより包囲網は一部破綻し、信長は大軍勢を近江や越前に向ける事が可能になった。

### 浅井氏の滅亡

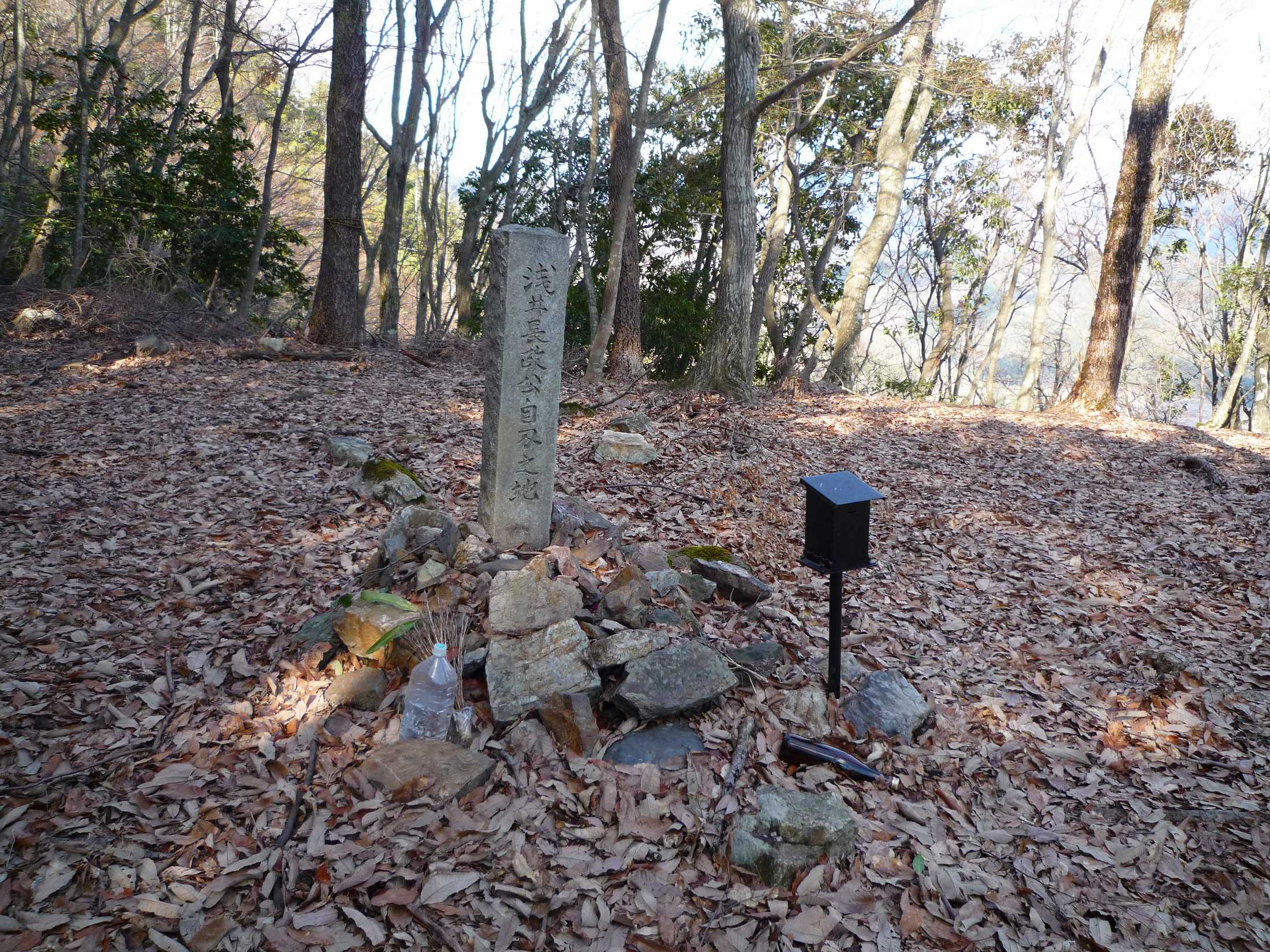
浅井長政公自刃之地（小谷城内・赤尾屋敷跡）

天正元年（1573年）7月、信長は3万の軍を率い、再び北近江に攻め寄せる。長政は義景に援軍を要請し、義景は2万の軍で駆けつけるが、織田の軍勢が北近江の城を落とし、浅井家中にも寝返りが相次いだため、浅井氏の救援は不可能と判断した義景は越前国に撤退を始めた。撤退する朝倉軍を信長は追撃して刀根坂にて壊滅させ、そのまま越前国内へ乱入し朝倉氏を滅亡させた後（一乗谷城の戦い）、取って返して全軍を浅井氏に向けた。
浅井軍は信長の軍によって、一方的に勢力範囲を削られるのみであった。そして、ついに本拠の小谷城（滋賀県長浜市）が織田軍に囲まれる。信長は不破光治（同盟の際の使者）、さらに木下秀吉（豊臣秀吉）を使者として送って降伏を勧めたが、長政は断り続け、最終勧告も決裂した。
8月27日、父の久政が自害し、9月1日には長政も自害した。享年29。墓所は滋賀県長浜市の徳勝寺。
『信長公記』では、8月28日に長政は小谷城内赤尾屋敷にて自害したとされるが、29日に出された長政の片桐直貞に対する感状が発見され、命日は9月1日であることが判明している。この感状において長政は、同年7月末に信長主導で行われた改元後の元号「天正」ではなく、足利義昭が主導して改元された前の元号「元亀」を使用している。これを信長に対する抵抗の意と解釈する説がある。
天正2年（1574年）正月、『信長公記』には、信長が内輪の宴席において、薄濃（はくだみ、漆塗りに金粉を施すこと）にした義景・久政・長政の頭蓋骨を御肴として白木の台に据え置き、皆で謡い遊び酒宴を催したとある。『浅井三代記』でも、「長政の首と義景の首とを肉をさらし取朱ぬりに被レ成」（長政と義景の首から肉を綺麗に取り除いて朱塗りにされ）安土の翌年の正月の礼に参上した大名衆へ「御盃の上に御肴にそ出にける」（宴会の酒を飲む際の楽しみとして出された）と書かれており、漆塗りにされた頭骨が披露されたと考えられている。しかしいずれも髑髏杯にして信長が酒を飲んだとは書かれておらず、現在では髑髏杯は作り話とされる。
徳川家光の外祖父にあたるため、死後の寛永9年（1632年）9月15日に従三位・権中納言を追贈された。

## 系譜
両親
- 父：浅井久政
- 母：小野殿（阿古御料人）

兄弟
- 岡崎安休 - 顕如乳兄[要出典]
- 浅井政元[要出典]
- 浅井政之[要出典]
- 大文字屋新十郎（浅井治政）[要出典]

姉妹
- 阿久姫（昌安見久尼）
- 近江の方[注釈 12][48] - 斎藤義龍室、斎藤龍興母
- 京極マリア - 京極高吉室

妻
- 正室：平井定武の娘
- 継室：織田信長の妹の市
- 側室：八重[49] - 息子七郎とともに春日井の牛山村に落ち延びたとされる。

息子
- 嫡男：万福丸（輝政[50]）
- 次男：万寿丸[51]（長秀[51] / 直政[52] / 正芸[51] / 万菊丸[53] / 幾丸 / 虎千代丸[50] / 覚右衛門[52]） - 福田寺の住職となったとされる[51]。[54]
- 三男：喜八郎（井頼、長春[50]） - 姉・初が嫁いだ京極氏のもとで知行を与えられ、丸亀で没した。
- 四男：円寿丸（政治）[50]
- 庶子：七郎[49] - 側室八重の息子。八重とともに春日井の牛山村に落ち延びたとされる。

娘
- 長女：茶々 - 豊臣秀吉の側室
- 次女：初 - 京極高次の正室
- 三女：督（江） - 佐治一成の正室→豊臣秀勝の正室→徳川秀忠の継室

伝承的・不明確な子女
- 刑部卿局（俊澄尼） - 千姫の侍女あるいは乳母。満徳寺（群馬県太田市）の寺伝によれば、長政の娘とされる。
- くす (京極竜子の侍女) - 豊臣秀吉の侍女、京極竜子の侍女及び乳母。龍澤寺（福井県美浜町）を再興。長政の娘との説がある。

## 家臣
- 海北綱親
- 赤尾清綱
- 雨森清貞
- 磯野員昌
- 遠藤直経
- 新庄直頼
- 阿閉貞征
- 宮部継潤
- 藤堂高虎
- 脇坂安治
- 寺村小八郎
- 野村直隆
- 大野木秀俊
- 三田村国定
- 弓削家澄
- 安養寺氏種
- 矢野忠之
- 八木友忠
- 田辺氏之
- 三田村定頼
- 保田顕元
- 中島直親
- 井口経長（井口経親の子）
- 今井秀家（今井定清の子）
- 新庄直忠
- 脇坂秀勝
- 森本鶴松太夫
- 浅見道西
- 赤田姓
- 百々盛実
- 片桐直隆（直貞とも）
- 今村氏直
- 脇坂安明

## 一門衆
- 浅井政澄
- 浅井盛政
- 浅井井規
- 浅井亮親

他にも、弟の浅井政元、浅井政之、浅井治政、庶流の浅井惟安もいた。

## 浅井長政を主題とする作品
小説
- 伊藤浩士『覇者の系譜』朝倉氏に近しい久政の一派を長政が完全に統制したと仮定したif小説。
- 鈴木輝一郎『浅井長政正伝 死して残せよ虎の皮』浅井長政出生から父久政の放逐、信長との離反、滅亡を長政から描いた歴史小説。
- 江宮隆之『浅井長政 信長を追いつめた義弟』三代家光の外祖父、明正天皇の曽祖父として、その血脈が将軍家と天皇家に受け継がれた男の29年の壮絶な生涯を描く歴史小説。
- 徳永真一郎『浅井長政』光文社文庫。亮政-久政-長政と三代続いた浅井家の興亡を描いた長編歴史小説。
- 近衛龍春『浅井長政とお市の方』PHP文庫。お江を通じて徳川の治世にまで受け継がれた「浅井と織田」の気概を、膨大な資料をもとに描いた渾身の大作。
- 井の中の井守『信長の妹が俺の嫁』男子高校生がある日突然浅井長政に転生するライトノベル

楽曲
- さくらゆき『暁の川』（浅井長政の姉川の戦いを描いた曲/作詞：遠野ゆき、作曲：伊勢賢治）

ゲーム
- オトメイト『花朧〜戦国伝乱奇〜』お市の方が主人公。浅井長政がメインヒーローの恋愛ゲーム。

アニメ
- 『ねこねこ日本史』朝倉義景と組み、しっぽグルグルの名コンビで天下統一を目指しながら活躍する猫キャラとして描かれる。テレビアニメ版の声優は三谷翔子。

漫画
- 『戦国人物伝　浅井長政』 原作：後藤ひろみ、漫画：斯波浅人、ポプラ社、2020年、ISBN 978-4-591-16584-3[55]
- 『信長の妹が俺の嫁』同名のライトノベルのコミカライズ。原作：井の中の井守、漫画：森野、フロンティアワークス、2021年 - [56]

## 浅井長政が登場した関連作品
- 『国盗り物語』（NHK大河ドラマ、1973年、演：杉良太郎）
- 『利家とまつ〜加賀百万石物語〜』（NHK大河ドラマ、2002年、演：葛山信吾）
- 『江〜姫たちの戦国〜』（NHK大河ドラマ、2011年、演：時任三郎）
- 『信長協奏曲』（フジテレビ、2014年、演：高橋一生）
- 『麒麟がくる』（NHK大河ドラマ、2020年、演：金井浩人）
- 『どうする家康』（NHK大河ドラマ、2023年、演：大貫勇輔）
- 『豊臣兄弟!』（NHK大河ドラマ、2026年予定、演：中島歩）